# Gilbert Duprez

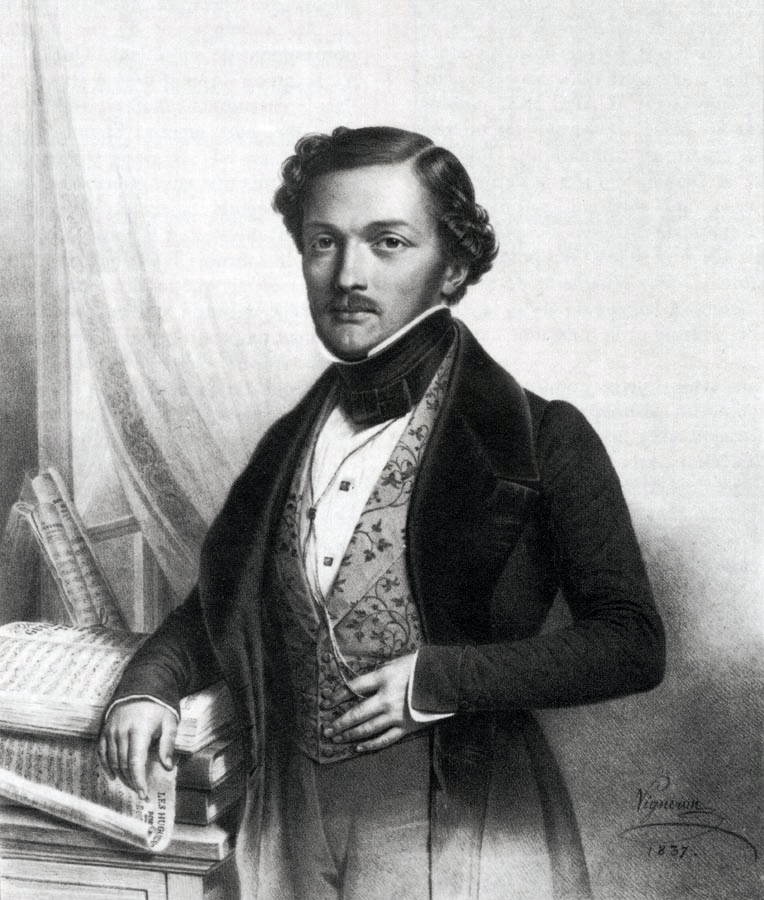
Gilbert Duprez

Gilbert-Louis Duprez (* 6. Dezember 1806 in Paris; † 23. September 1896 ebenda) war ein französischer Opernsänger (Tenor), Komponist und Gesangslehrer.

## Leben
Duprez, das 13. von 22 Kindern eines Pariser Parfümeriehändlers, studierte an Alexandre-Étienne Chorons Institution royale de musique classique et religieuse. 1825 debütierte er am Théâtre de l’Odéon als Almaviva in Gioachino Rossinis Der Barbier von Sevilla. Nachdem er am Odéon und der Opéra-Comique nur wenig Erfolg hatte, ging er nach Italien, um dort seine Gesangstechnik zu vervollkommnen. Hier wählte ihn Gaetano Donizetti für die Rolle des Edgardo in der Uraufführung seiner Oper Lucia di Lammermoor 1835 am Teatro San Carlo in Neapel aus.
Von 1837 bis 1847 war er Erster Tenor an der Pariser Oper. Hier sang er u. a. die Titelrolle bei der Uraufführung von Hector Berlioz’ Benvenuto Cellini, den Fernand in Donizettis La favorite, die Titelpartie in Dom Sébastiendesselben Autors und Gaston in Verdis Jérusalem. Duprez trat auch in London und an deutschen Opernhäusern auf und unterrichtete von 1842 bis 1850 am Conservatoire de Paris.
Das Nachlassen seiner Stimme zwang ihn zum Rückzug aus dem Opernbetrieb, und er gründete 1853 eine eigene Gesangsschule, aus der Sängerinnen wie seine Tochter Caroline Duprez, Marie Battu und Caroline Miolan-Carvalho hervorgingen. Zwischen 1826 und 1877 wurden in Versailles, Brüssel und Paris sechs der neun von Duprez komponierten Opern uraufgeführt. Außerdem verfasste Duprez mehrere musikpädagogische und autobiographische Schriften.

## Werke
- La Cabane du pechêur, komische Oper (Libretto: Edmond Duprez), UA 1826
- Le Songe du Comte Egmont, Scène lyrique (Libretto: Edmond Duprez), UA 1842
- La Lettre au bon Dieu, komische Oper (Libretto: Eugène Scribe), UA 1853
- Jéliotte, ou Un Passe-temps de duchesse, Operette, UA 1854
- Samson, Operette (Libretto von Edmond Duprez nach Alexandre Dumas père), UA 1857
- Amélina, 1860
- La pazzia della regina, UA 1877
- Tariotti
- Zephora

## Schriften
- L’Art du chant, 1845
- Souvenirs d’un chanteur, 1880
- Récréations de mon grand âge, 1888